# Chaetarcturus cryophilus
Chaetarcturus cryophilus is een pissebed uit de familie Antarcturidae. De wetenschappelijke naam van de soort is voor het eerst geldig gepubliceerd in 2002 door Hille, Held & Wägele.